# Halfdan Ragnarsson
Halfdan, Halfdene oder Healfden Ragnarsson († 877 in Irland), auch Halvdan Kvitserk (Weißkleid) genannt, da er ein weißes Gewand trug, war angeblich ein Sohn des legendären Wikingeranführers Ragnar Lodbrok, was aber keineswegs gesichert ist, zumal die Überlieferung zu Ragnar sehr problematisch ist. Es gibt nur spärliche und teils widersprüchliche Quellen über Halfdan. 

## Leben
Halfdan landete 865 mit seinen Brüdern Ivar dem Knochenlosen und Ubba in England und wurde später zum Anführer des Großen Heidnischen Heeres. Am 5. Januar 871 gewannen er und seine Dänen die Schlacht von Reading, verloren aber vier Tage später die Schlacht von Ashdown. Er war von 871 bis 872 Herrscher von London, wo er Münzen schlagen ließ. 
Halfdan unternahm 874 von seinem Winterlager am Tyne aus Raubzüge nach Northumbria und Schottland. 875 unterwarf Halfdan Northumbria endgültig. Dort lebten bereits einige Wikinger, in erster Linie aus Dänemark. Halfdan ließ sich im selben Jahr zum König von Jorvik, der wichtigsten Stadt Nordenglands, krönen, die später als York bekannt wurde. Er soll wegen seiner angeblichen Grausamkeit sehr unbeliebt gewesen sein. 876 besiedelte er Northumbria, womit das „Große Heidnische“ Heer wieder einen der wichtigsten Führer verlor.
Im Jahr 877 brach Halfdan einen Waffenstillstand zwischen Dänen und den Angelsachsen, der zwei Jahre zuvor durch den westsächsischen König Alfred dem Großen und Halfdans Bruder Ubba geschlossen worden war. 
Halfdan fiel 877 bei Kämpfen gegen Norweger auf dem Strangford Lough in Irland. In Jorvik füllten zwei neue Könige das von ihm hinterlassene Machtvakuum, entweder unmittelbar nach seinem Tod oder im Jahr 883.

## Brüder
Weitere Brüder Halfdans waren angeblich Sigurd Orm-i-auga Ragnarsson, Björn Járnsiða Ragnarsson, Rathbarth Ragnarsson, Dunyat Ragnarsson, Agnar 
Ragnarsson, Regnald Ragnarsson, Eirik Vindhatt Ragnarsson und Fridleiv Ragnarsson. Allerdings 
werden nur Ubba, Ivar und Halfdan in der angelsächsischen Chronik erwähnt, deren Existenz in Ansätzen gesichert ist.

## Rezeption
Bernard Cornwell hat die Geschichte um die Ragnarsöhne Halfdan, Ubba und Ivar und den dänischen Versuch, England zu unterwerfen, in seiner Buchserie The Saxon Stories verarbeitet. Die Fernsehserie Das letzte Königreich basiert auf den Romanen von Cornwell.